# Sclerotinia filipes
Sclerotinia filipes är en svampart som först beskrevs av William Phillips, och fick sitt nu gällande namn av Pier Andrea Saccardo 1889. Sclerotinia filipes ingår i släktet Sclerotinia och familjen Sclerotiniaceae.   Inga underarter finns listade i Catalogue of Life.